# Cirueña
Cirueña – gmina w Hiszpanii, w prowincji La Rioja, w La Rioja, o powierzchni 12,15 km². W 2011 roku gmina liczyła 128 mieszkańców.